# Star Fox Command
Star Fox Command (スターフォックス コマンド Sutā Fokkusu Komando?) är ett spel utvecklat av Q-Games och Nintendo. Spelet släpptes i september år 2006 och är avsett att spelas på en Nintendo DS.

## Planeter/Banor
- Corneria Hjärtat av Lylat System.
- Asteroid Belt Här finns en rymdstation som leds av Beltino, Slippys pappa.
- Fichina En snötäckt planet där Lucy, Peppys dotter, lär ut gymnastik.
- Aquas En vattenplanet. Här bor Slippys fästmö.
- Katina En brun planet med många städer.
- Solar En magmatäckt planet.
- Titania En rätt så ökentäckt planet där Andross en gång hade sina största kolonier.
- Sector X, Y, Z Yttre rymden med stjärnor som liknar X, Y och Z.
- Venom Andross hemplanet en gång i tiden. Nu är Venoms syrahav bebott av Anglar, de nya fienderna.

## Bakgrund
För länge sedan fanns det en ond professor som hette Doktor Andross. Han sände våg efter våg av flottor från Venom för att attackera Corneria. Men fyra piloter, i ett team som hette Star Fox, besegrade Andross och kastade karantän över Venom. En tid senare kom fientliga flottor tillbaka till Lylat, från en syrafylld ocean på Venom. De var kända som Anglars. Man hoppades att Star Fox skulle rädda Lylat, men nu hade teamet splittrats. Alla medlemmar levde ett nytt liv. Fox McCloud, ledaren över teamet, åkte runt och beskyddade Lylat med sin kompis ROB, en robot som varit Fox pappas. General Pepper, ledaren över alla Cornerias trupper, blev sjuk. Han rekommenderade att en Star Fox-medlem, Peppy Hare, skulle bli general istället. Falco Lombardi, en annan Star Fox-medlem, levde som ensamvarg. Han åkte runt för att leta ett jobb som passade honom, precis som när han åkte i sitt rymdskepp. Den tekniska hjärnan och också Fox bästa vän, Slippy Toad, hade mött en flicka som hette Amanda och blev förälskad i henne. Hon blev också förälskad i honom, och de lovade att alltid vara tillsammans. Rivalerna till Star Fox, teamet Star Wolf, bestående av Wolf O'Donnel, Panther Caruso och Leon Powalski, fortsatte att härja i rymden och Corneria satte ett högt pris på deras huvuden. Krystal hade fajtats bredvid Fox och blev kär i honom, men Fox tyckte att faran hotade alla i Star Fox och i Lylat, så han tvingade Krystal att lämna Star Fox. Krystal blev förkrossad och flydde från Corneria. Nu tänker Fox försöka sig på alla Anglarflottor helt själv.

## Slut
Spelet innehåller 9 olika slut, vilka "har egna fortsättningar". Inget har nämnts vara officiellt, men ett nytt spel i Star Fox-serien har nämnts, och många fans tror att det kommer avslöja "vilket slut som är sant i spelet". Nintendo säger att inget av sluten är fortsättningen för nästa spel, och de kommer alltså att ignoreras. Sluten har sina egna handlingar och man får ibland bestämma nästa sak att göra vilket hela tiden kan förändra slutet. Här är alla slut och handlingarna till dem.
- Fox And Krystal

Fox är på Corneria och försöker skydda en storstad. Han kallar in Slippy som hjälp. Fox och Slippy får sedan en nödsignal från Fichina, från Peppys dotter Lucy. De åker till Fichina där de börjar slåss mot Star Wolf, och när de besegrat Star Wolf hittar de Lucy. Fox och Slippy bestämmer sig för att åka till Slippys pappa Beltinos rymdstation vid asteroidbältet, och låta Lucy sköta försvaret på Fichina. När de kommer till rymdstationen sluter Falco upp med dem, och en organism kallad Bio-Hjärnan kommer fram. Fox, Slippy och Falco lyckas förstöra den och säkra rymdstationen. Fox bestämmer sig för att ensam åka till Katina och be Krystal att komma tillbaka till teamet. Samtidigt åker Falco och Slippy till andra sidan av Katina för att hålla saker och ting i ordning. Där möter de Bill Grey, en av ledarna i Cornerian Air Force. Alla tre lyckas hålla tillbaka Anglarflottorna tills Star Fox-teamet åker till Titania för att undersöka en uppfinning som Andross långt tidigare hade gjort. De upptäcker att uppfinningen är till för att omklimatisera Venom till en fin grön värld utan avgaser och mörker och syra i havet. De sätter på uppfinningen vilket låter dem åka ner i Venoms hav. Där förstör de alla Anglarbaser och besegrar Emperor Anglar och hans tre assistenter, Zazan, Zako och Octoman. Det slutar med att Star Fox-teamet åker till Aquas och hämtar Amanda som går med i teamet. Venom är nu en fin värld där Dash Bowman, Andross barnbarn, bestämmer sig för att börja bygga städer och baser.
- Good-Bye, Fox

Fox är på Corneria och försöker skydda en storstad. Han kallar in Slippy som kommer och hjälper honom. Fox och Slippy får sedan en nödsignal från Fichina, från Peppys dotter Lucy. De åker till Fichina där de börjar slåss mot Star Wolf, och när de besegrat Star Wolf hittar de Lucy. Lucy berättar att Andrew Oikonny (Andross brorson) har gått med i Anglarflottan och härjar på Fichina. Fox, Slippy och Lucy besegrar Oikonny och skapar fred på Fichina. Lucy bestämmer sig för att åka till Corneria och se om Peppy mår bra. När hon kommer dit skyddar hon Peppys högkvarter från en anfallsstyrka. Hon möter Peppy som förklarar att han måste iväg till Titania för att hjälpa Fox, Slippy och Falco. Lucy vinkar farväl till sin far och Peppy åker iväg till Titania. När han kommer dit och sluter upp med Fox, Slippy och Falco undersöker de en uppfinning som Andross långt tidigare hade gjort. De upptäcker att uppfinningen är till för att omklimatisera Venom till en fin grön värld utan gist och avgaser och mörker och syra i havet. De sätter på uppfinningen vilket låter dem åka ner i Venoms hav. Där förstör de alla Anglarbaser och besegrar Emperor Anglar och hans tre assistenter Zazan, Zako och Octoman. Det slutar med att Star Fox-teamet upplöses och Fox gifter sig med Krystal. De får en son som de döper till Marcus. Marcus går med i Cornerian Air Force och blir en jättebra stridspilot. Han återskapar Star Fox-teamet med sig själv, Slippys son, Peppys dotterdotter och Falco.
- The Anglar Emperor

Fox är på Corneria och försöker skydda en storstad. Han kallar in Slippy som kommer och hjälper honom. Fox och Slippy får sedan en nödsignal från Fichina, från Peppys dotter Lucy. De åker till Fichina där de börjar slåss mot Star Wolf, och när de besegrat Star Wolf hittar de Lucy. Lucy berättar att Andrew Oikonny (Andross brorson) har gått med i Anglarflottan och härjar på Fichina. Fox, Slippy och Lucy besegrar Oikonny och skapar fred på Fichina. Slippy berättar för Fox att hans fästmö, Amanda, är på Aquas. Fox och Slippy bestämmer sig för att åka till Aquas och se om Amanda mår bra. De finner Amanda och stöter samtidigt på Falco, som kommer med ett chockerande besked för Fox - Krystal har gått med i Star Wolf, och de har tydligen redan förstört Anglarbaserna i Venoms hav. Fox kontaktar Krystal och får veta att hon nu har lämnat Star Wolf och att hon vill gå med i Star Fox igen. Fox och Krystal bestämmer ett möte i Sector Z. Då får Fox ett meddelande från Peppy som kommer överraskande - De överlevande Anglarflottorna är på väg mot Corneria via Sector Z och Asteroidbältet. Star Fox-teamet sluter upp med Krystal i Sector Z och åker till Asteroidbältet. Där lyckas de besegra Emperor Anglar, Zazan, Zako och Octoman och förstöra den resterande Anglarflottan. De får då ett meddelande från Star Wolf som är arga över att de förstörde huvudflottan men att Star Fox fick all ära. Panther Caruso från Star Wolf, Krystals älskare, är hjärtekrossad och säger farväl till Krystal. Det slutar med att Krystal, några månader efter segern, lämnar Star Fox igen och går tillbaka till Panther och Star Wolf.
- Star Wolf Returns

Fox är på Corneria och försöker skydda en storstad. Dash Bowman, en ung pilot i Cornerian Air Force, kommer till undsättning och Fox lyckas skydda storstaden. Fox stämmer möte med Falco vid Asteroidbältet, och när de sluter upp med varandra kommer en organism kallad Biohjärnan fram. Fox och Falco lyckas förstöra den. Då får de ett meddelande från Amanda, Slippys fästmö, som berättar att Slippy har blivit tillfångatagen av Octoman. Fox och Falco åker dit och upptäcker att Octoman har vänt Slippy mot dem. Fox, Falco och Amanda besegrar Octoman och befriar Slippy. Fox bestämmer sig för att ensam möta Krystal på Katina och be henne komma tillbaka. Men när han kommer till Katina upptäcker något fasansfullt - Krystal slåss mot Anglarflottan på Panther Carusos och Leon Powalskis (båda två från Star Wolf) sida. Tillsammans slår alla fyra ut flottorna på ena sidan Katina medan andra sidan tas hand om av Falco, Slippy och Bill Grey (se slutet Fox And Krystal). Krystal nekar Fox förslag och åker till Venom tillsammans med Panther och Leon. Där sluter de upp med Wolf O'Donnell som just har varit på Titania och hämtat Andross uppfinning (se sluten "Fox And Krystal", "Good-Bye, Fox", "Dash Makes A Choice" och "The Curse Of Pigma"). Star Wolf-teamet sätter på uppfinningen vilket låter dem åka ner i Venoms hav. Där förstör de alla Anglarbaser och besegrar Emperor Anglar, Zazan och Zako. Det slutar med att Star Wolf blir Lylats hjältar, men att Krystal blir mindre respekterad för att hon förrådde Star Fox. Hon blir till slut trött på att vara ensam och hatad, så hon lämnar Star Wolf och försvinner spårlöst. Hon byter namn till Kursed och börjar leva som en känslolös prisjägare. Fem år senare stöter hon på Fox under ett jobb på planeten Kew, men han känner inte igen henne längre.
- Lucy And Krystal

Fox är på Corneria och försöker skydda en storstad. Han kallar in Slippy som kommer och hjälper honom. Fox och Slippy får sedan en nödsignal från Fichina, från Peppys dotter Lucy. De åker till Fichina där de börjar slåss mot Star Wolf, och när de besegrat Star Wolf hittar de Lucy. Lucy berättar att Andrew Oikonny (Andross brorson) har gått med i Anglarflottan och härjar på Fichina. Fox, Slippy och Lucy besegrar Oikonny och skapar fred på Fichina. Lucy bestämmer sig för att åka till Corneria och se om Peppy mår bra. När hon kommer dit skyddar hon Peppys högkvarter från en anfallsstyrka. När hon möter Peppy förklarar Peppy att han måste iväg till Titania för att hjälpa Fox, Slippy och Falco. Lucy vinkar farväl till sin far och Peppy åker iväg till Titania. Lucy hamnar i problem när hon skyddar Corneria, men som tur är kommer Krystal, Amanda och Katt till undsättning. Tillsammans lyckas alla fyra skydda Corneria från stridsskeppet Spanner. De nås av beskedet att Star Fox-teamet har besegrat alla Anglars och vunnit. Det slutar med att Lucy, Krystal, Amanda och Katt ordnar en välkomstfest till Star Fox-teamets ära. Fox och Krystal får träffa varandra igen, och Krystal bestämmer sig för att gå med i Star Fox-teamet igen.
- Dash Makes A Choice

Fox är på Corneria och försöker skydda en storstad. Dash Bowman, en ung pilot i Cornerian Air Force, kommer till undsättning och Fox lyckas skydda storstaden. Fox bestämmer sig för att åka till Fichina och be Wolf O'Donnell att slåss tillsammans med honom. När han kommer dit vill Wolf slåss om saken, och när Fox besegrar Star Wolf går Wolf med på Fox förslag i utbyte mot lite betalning. Fox och Wolf stämmer möte med Falco på Solar, och de möter Falco som har upptäckt ett enormt satellitvapen. Fox, Falco och Wolf lyckas sänka satelliten i Solars magma. Då får de ett meddelande från Peppy som berättar om en uppfinning som Andross långt tidigare hade gjort. Peppy berättar också att han har skickat en ung pilot från Cornerian Air Force. Fox och Falco bestämmer sig för att hjälpa honom vid Titania, medan Wolf inte vill det och lämnar teamet. När Fox och Falco kommer till Titania upptäcker de att den unge piloten är Dash Bowman! Alla tre får tag på uppfinningen, men Fox är fundersam över att Peppy skickade en så ung pilot för ett så farligt uppdrag. Dash berättar att han anmälde sig frivilligt till uppdraget, för att han ville undersöka uppfinningen som hans farfar hade gjort. Fox och Falco blir överraskade över att Dash är Andross barnbarn. Dash berättar att uppfinningen är till för att omklimatisera Venom till en fin grön värld utan och avgaser och mörker och syra i havet, för att Andross ville göra Venom till en bättre värld. Dash bestämmer sig för att tillfälligt gå med i Star Fox-teamet och besegra alla Anglars. De sätter på uppfinningen vilket låter dem åka ner i Venoms hav. Där förstör de alla Anglarbaser och besegrar Emperor Anglar och hans tre assistenter, Zazan, Zako och Octoman. Det slutar med att Dash stannar på Venom och blir kejsare där. Nybyggare börjar komma till den nya Venom och snart har Venom blivit minst lika industrialiserad som Corneria. Många, många år senare talar Dash om att Venoms tid är kommen att sätta in en dödsstöt mot Corneria. En liten konflikt leder till krig, och Venom hotar återigen Lylat.
- Slippy's Resolve

Fox är på Corneria och försöker skydda en storstad. Han kallar in Slippy som kommer och hjälper honom. De blir oroliga för Peppy och söker upp honom. På vägen till högkvarteret möter de Zazan, en av Emperor Anglars tre tjänare. När de besegrat Zazan träffar de General Peppy. Slippy bestämmer sig för att åka till Aquas och se om Amanda mår bra. När han kommer dit träffar han henne och tillsammans besegrar de Zako och Octoman. Slippy bestämmer sig för att lämna Star Fox-teamet och stridsflygning för alltid och gifta sig med Amanda direkt. Det slutar med att Slippy och Amanda gifter sig och har jättemånga barn. Slippy blir gammal och berättar alltid för sina barn om hur han flög och krigade när han var med i Star Fox-teamet. Varje dag funderar han över vad hans vänner gör; om de fortsätter att bekämpa ondska eller om de också har givit upp sina liv som krigare.
- Pigma's Revenge

Fox är på Corneria och försöker skydda en storstad. Under tiden slåss Falco på Katina mot fientliga Anglarflottor. Bill Grey kommer och hjälper honom. Falco snappar upp en radiosignal från Star Wolf, och till hans förvåning hör han Krystal tala i bakgrunden av meddelandet. Star Wolf säger att de ska ta vägen genom Asteroidbältet och Sector X för att snabbast komma till Venom. Falco oroar sig för Krystal, och åker till Asteroidbältet för att se om Krystal är där. Men tyvärr kommer han för sent, och blir istället överfallen av Anglars. Men då kommer Katt Monroe, en före detta kollega till Falco, till undsättning. Falco lämnar Katt vid Asteroidbältet och åker till Sector Y för att leta efter Krystal, men då är han återigen för sen. Då kommer Pigma, en före detta fiende till Star Fox, fram och vill döda Falco. Katt kommer igen och tillsammans förstör hon och Falco Pigma. Det slutar med att Fox meddelar Falco att han inte har gjort någon nytta, eftersom Fox, Slippy, Amanda och Krystal tydligen redan besegrat Emperor Anglar och förstört Anglarflottorna. Falco blir deprimerad över att inte längre vara med i Star Fox, men då kommer Katt och tipsar honom att göra ett eget team. Falco lyder rådet och skapar Star Falco, bestående av Falco, Katt Monroe och Dash Bowman.
- The Curse Of Pigma

Fox är på Corneria och försöker skydda en storstad. Dash Bowman, en ung pilot i Cornerian Air Force, kommer till undsättning och Fox lyckas skydda storstaden. Fox bestämmer sig för att åka till Fichina och be Wolf O'Donnell att slåss tillsammans med honom. När han kommer dit vill Wolf slåss om saken, och när Fox besegrar Star Wolf så går Wolf med på Fox förslag i utbyte mot lite betalning. Fox och Wolf stämmer ett möte med Falco på Solar, och när de möter Falco där så har Falco upptäckt ett enormt satellitvapen. Fox, Falco och Wolf lyckas sänka satelliten i Solars magma. Då får de ett meddelande från Peppy som berättar om en uppfinning som Andross långt tidigare hade gjort. Peppy berättar också att han har skickat en ung pilot från Cornerian Air Force. Wolf får en idé och bestämmer att de ska åka till Titania och hämta uppfinningen själva och inte riskera en ung pilots liv. Fox och Falco går med på detta eftersom de har märkt att Wolf verkar snällare. Men Wolf bara luras, eftersom när de har fått tag på uppfinningen tar Wolf den och sticker. Han berättar genom radion vad uppfinningen är till för och att han tänker använda den för att klara av uppdraget själv. Han sticker genom Sector Y och Fox och Falco försöker följa efter honom, men på vägen genom Sector Y blir de stoppade av Pigma som har ett avtal med Wolf. Fox och Falco lyckas förstöra Pigma, men sedan får de ett meddelande från Wolf som nu har besegrat Emperor Anglar och förstört Anglarflottorna. Det värsta är dessutom att Krystal är fortfarande medlem i Star Wolf och inte bryr sig om Fox längre. Det slutar med att Fox sitter med Falco på en bar och gråter över alla förluster, men Falco övertalar honom att de tillsammans ska lämna livet som stridspiloter och istället bygga om sina skepp till racerbilar. De går in i G-Zero Grand Prix Racing för att köra bilrace och vinna pengar på det viset istället. Snart har Fox och Falco glömt allting om sitt liv som stridspiloter.